# 3594 Scotti
3594 Scotti este un asteroid din centura principală, descoperit pe 11 februarie 1983 de Edward Bowell.